# Leif Nilson
Leif Harry Nilson, född 29 juli 1921 i Annedals församling i Göteborg, död 2 februari 1993 i Råsunda församling i Solna, var en svensk reklamman, skämttecknare och författare/översättare av musiktexter.
Han var son till bankdirektören Harry Nilson och Ingeborg Johnsson. Efter avslutade studier vid läroverket i Linköping fortsatte han med att studera handelsteknik i Norrköping och anställdes därefter som reklamman. Vid sidan av sitt arbete har var han sedan 1946 verksam som tecknare och illustratör i dags- och tidskriftspressen. Tidvis medverkade han regelbundet med en teckning av en aktuell händelse i Stockholms-Tidningen  under namnet Dagens sanning. 